# Sturmbringer
Bei Sturmbringer (engl. Stormbringer) handelt es sich um ein Pen-&-Paper-Rollenspiel, das 1989 aus dem Englischen übersetzt und vom Laurin-Verlag (Citadel Deutschland) herausgegeben wurde. Der Name des Spieles leitet sich von dem magischen Schwert ab das die Hauptfigur der Romanreihe Elric von Melniboné, geschrieben von Michael Moorcock, führt. Konzipiert wurde das Rollenspiel von dem Autor zahlreicher Rollenspielpublikationen und Spielhilfen Ken St. Andre und Lynn Willis und erschien 1981 bei dem Verlag Chaosium.

## Regelüberblick
Die Regeln für Sturmbringer basieren weitestgehend auf einer vereinfachten Form von RuneQuest, mit einem stark angepassten Magiesystem, das alle Magie – wie in den Elric-Romanen beschrieben – über die Beschwörung verschiedener Wesen abwickelt. Dazu zählen: Elementargeister (basierend auf den  klassischen vier Elementen), Dämonen und Tierkönige (ein geistförmiger Vertreter, bzw. eine personifizierte Essenz seiner Tierart).
Da diese Wesen nur äußerst rudimentär vorgegeben werden, verlangt das System dem Spielleiter sehr viel Eigenständigkeit und Verantwortung ab. Spätere englischsprachige Versionen haben dahingehend das Magiesystem überarbeitet, die Handhabung für den Spielleiter vereinfacht und die Möglichkeiten an Zaubern für Spieler erhöht. Das System ist Stufenlos und einzelne Eigenschaften (Fertigkeiten und manchmal Attribute) erhöhen sich nach einem Zufallsprinzip.

## Spielwelt
Den Hintergrund für Sturmbringer bilden die Jungen Königreiche, wie sie in den Romanen von Michael Moorcock im Zyklus um Elric von Melniboné beschrieben sind und ist dominiert von dem ständigen Kampf zwischen den Mächten der Ordnung und des Chaos. Hierdurch unterscheidet sich die Hintergrundwelt von Sturmbringer wesentlich von anderen Fantasy-Welten, in denen meist die Mächte des Guten und des Bösen gegenüberstehen, die im Hintergrund von Sturmbringer im Prinzip gar keine Rolle spielen.

## Geschichte

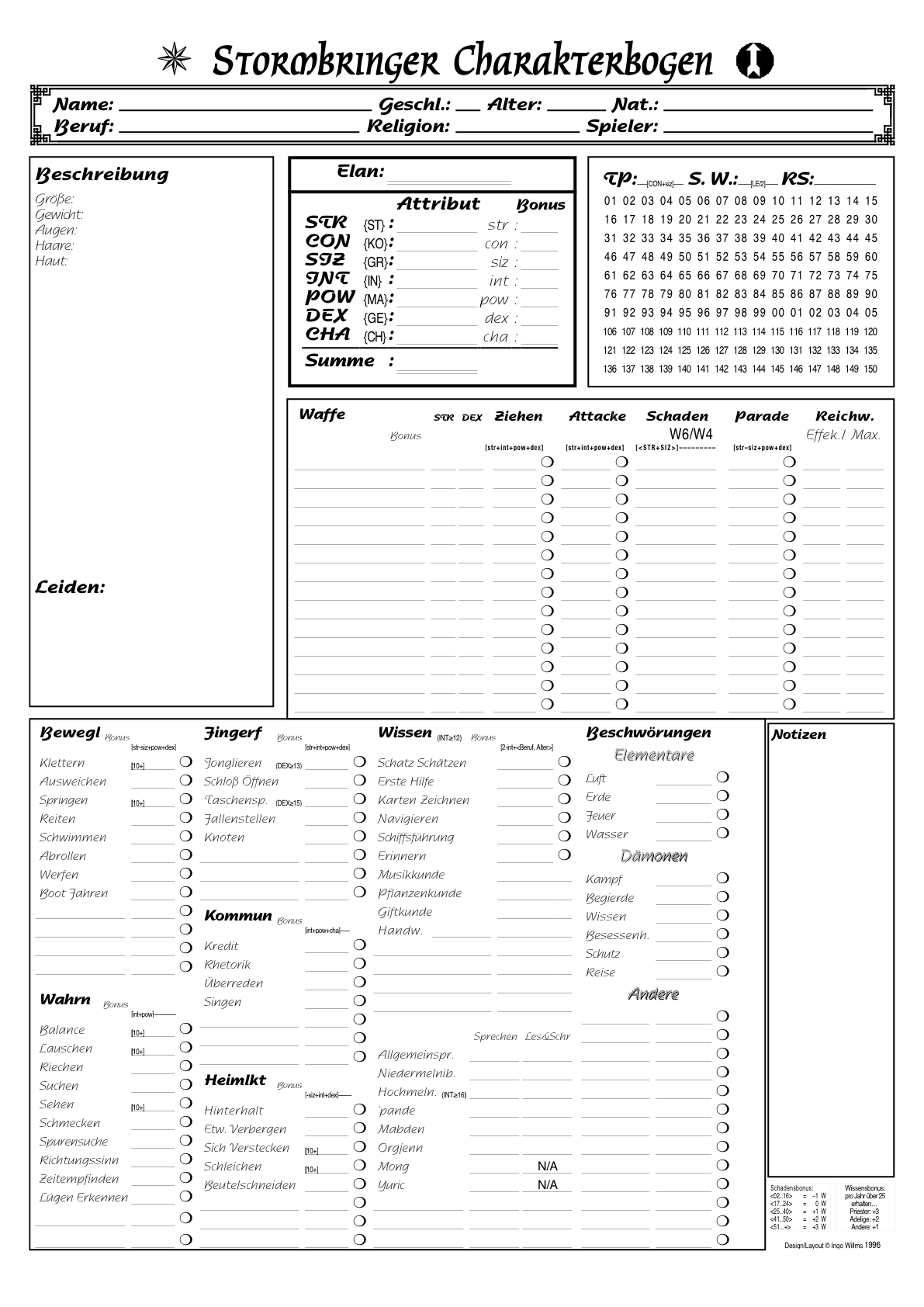
Stormbringer-Charakterbogen

Die englischsprachige Ausgabe wurde mehrfach aufgelegt:
- 1st Edition (1981) von Chaosium
- 2nd Edition (1985) von Chaosium
- 3rd Edition (1987) von Chaosium zusammen mit Games Workshop – Basis für die Übersetzung der deutschsprachigen Ausgabe
- 4th Edition (1990) von Chaosium
- Unter dem Titel Elric! (1993) von Chaosium
- 5th Edition (2001) von Chaosium – wieder unter dem Titel Stormbringer

Zusätzlich brachte Chaosium 2001 Dragon Lords of Melniboné heraus, was den Sturmbringer-Hintergrund auf das d20-System abbildet.
2007 brachte Mongoose Publishing das Elric of Melniboné RPG heraus, stellte es jedoch bald wieder ein.
Die Luxusausgabe der deutschsprachigen Version besteht aus vier Büchern, dem Einführungs- oder Referenzbuch, dem Spielerbuch, dem Magiebuch und dem Spielleiterbuch. Außerdem ist eine Karte der Jungen Königreiche enthalten.

## Preise
- Games Day Award 1982 – Bestes Neues Spiel, 1. Platz
- Game Designers Guild 1981 – Select Award